# Autoguidage
L'autoguidage est un procédé technique de guidage qui permet à un objet mobile (aéronef, missile, ou instrument d'optique) de diriger lui-même son mouvement vers un but assigné au préalable, sans pilotage extérieur.

## Historique

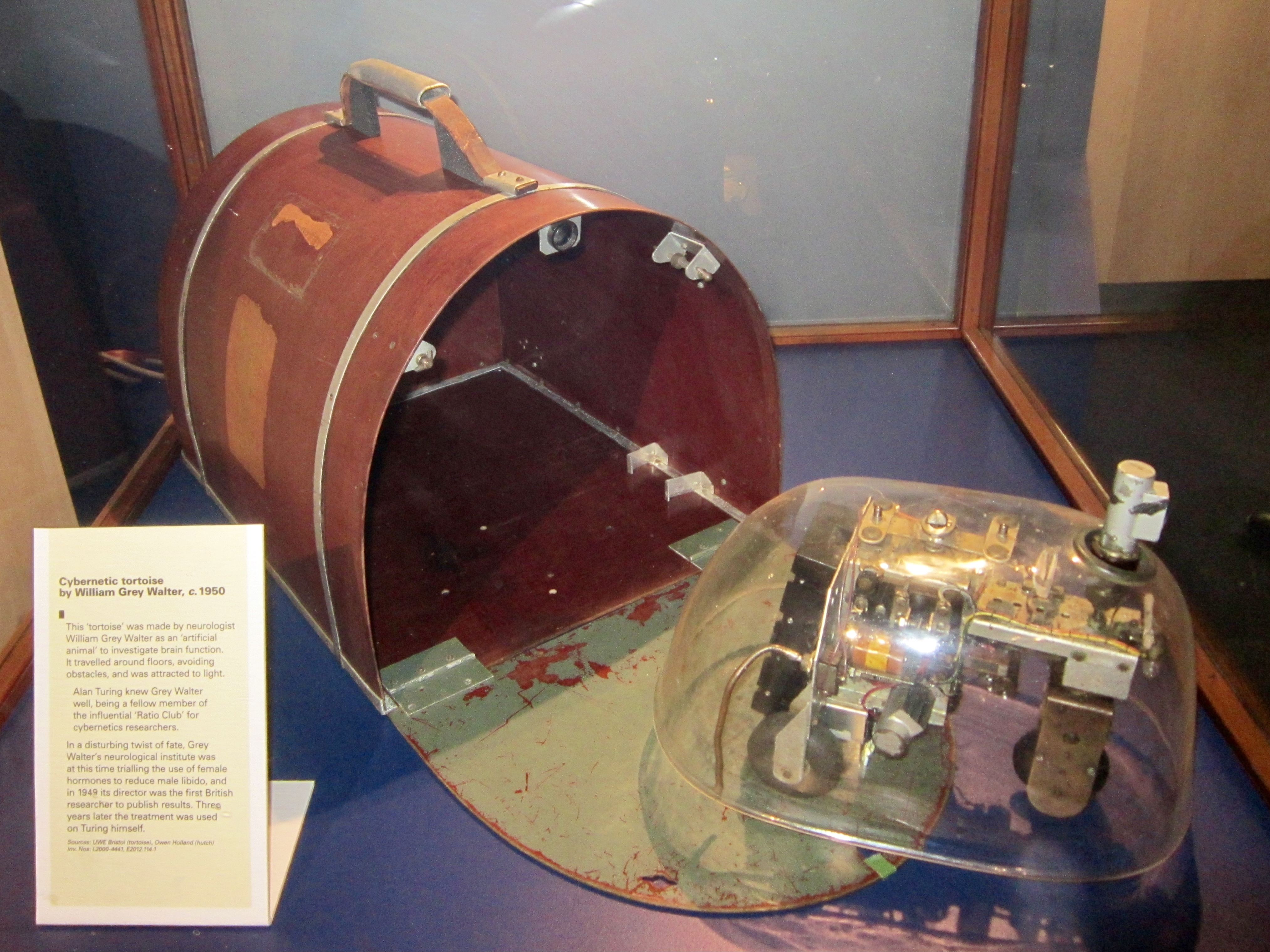
Tortue cybernétique de William Grey Walter, 1950.

### Tortues de Bristol
La machine autoguidée la plus connue du grand public initié a été les « tortues » de Walter Grey, un neurophysiologiste anglais passé à la cybernétique de 1re génération, comme W. Ross Ashby.
Créés à partir de 1947, ces tortues sur roulettes (deux roues motrices et une roue folle), se déplacent et se dirigent vers une source ponctuelle de lumière appropriée. Chaque tortue est munie d'un dispositif de propulsion et d'un dispositif de direction qui la conduisent vers la cible. En complexifiant la machine par un dispositif de contrôle et de repérage dans l'espace, la machine peut se brancher elle-même pour recharger ses batteries. Pour complexifier l'expérience, on peut aussi monter sur la carapace une autre source de lumière identique et l'observer « danser » devant un miroir.

## Application
L'autoguidage est notamment utilisé dans les missiles autoguidés et le pilotage automatique de véhicules (ex. : aéronefs, navires, véhicules autonomes).